# Exit (Zeitschrift)
Exit (Eigenschreibung EXIT) war ein monatlich erscheinendes Schwulenmagazin für Nordrhein-Westfalen. Es erschien von 2002 bis 2014.

## Geschichte und Beschreibung
Das Heft wurde im Oktober 2002 erstmals herausgegeben und erschien im Verlag EXIT Medien GmbH mit Sitz in Düsseldorf, vormals Essen. Nach der Übernahme des Geschäfts durch eine Berliner Verlag im Juli 2012 bezog EXIT mit der rik zusammen neue Räume im Kölner Friesenviertel. Im April 2014 verschmolz die EXIT mit der rik und erscheint nicht mehr als eigenständiges Magazin.
EXIT hatte neben klassischen Stadtmagazininhalten eine wichtige Funktion bei der Vernetzung schwul-lesbischer Selbsthilfegruppen in Nordrhein-Westfalen. Das Magazin unterstützte publizistisch die Forderung nach rechtlicher und gesellschaftlicher Gleichberechtigung schwuler Männer und lesbischer Frauen.

## Verbreitung
Der Verbreitungsschwerpunkt war im Ruhrgebiet und Düsseldorf. Aber auch am Niederrhein, im Bergischen Land und Westfalen war das Magazin erhältlich.
Die EXIT war durch Werbefinanzierung für den Leser gratis an 267 Stellen in Nordrhein-Westfalen erhältlich und erschien mit einer Druckauflage von zuletzt 12.000 Exemplaren.

## Namenswahl
Der Name EXIT war in Anlehnung an den englischen Ausdruck für „Ausgang“ gewählt, womit auf das „Rauskommen“ aus sich selbst (Coming-out als Schwuler bzw. als Lesbe) als auch die englische Redewendung „get out of the closet“ angespielt wurde. Mit dem teilweise genutzten Untertitel „Das schwule Ausgeh-Magazin für NRW“ sollte die inhaltliche Hauptstoßrichtung unterstrichen werden, den Lesern einen umfassenden Szeneguide und Terminkalender zu bieten.
Nichts zu tun hatte das Magazin mit gleichnamigen Sterbehilfevereinen oder Neonazi-Aussteigerprogrammen.

## Mitarbeiter
Alleiniger Geschäftsführer und Chefredakteur war bis Ende 2008 Marc Kersten, der von 1991 bis 1995 bereits das schwule Stadtmagazin Pink Power in Berlin herausgegeben hatte. Nach einem kurzen Intermezzo als Chefredakteur der bundesweiten Schwulenzeitung First, wechselte er 1997 zum Ruhrgebietsmagazin Rosa Zone. Nach dessen Umbenennung (1998) in Queer und einer bundesweiten Verbreitung war Marc Kersten dort als Ressortleiter für Politik und Nordrhein-Westfalen sowie als Cheflayouter tätig. Von 2000 bis 2002 war er Redakteur für Anwendungssoftware bei der Computerzeitschrift c’t. Marc Kersten war bis August 2013 Herausgeber der multisexuellen Kölner Szene-Zeitung Flash, die danach eingestellt wurde.
Für die lokale Berichterstattung der EXIT war bis Ende 2009 Dietrich Dettmann verantwortlich, der ebenfalls in der NRW-Redaktion der Queer tätig gewesen war und seit 2010 mit dem neuen Magazin "FRESH – das Queermag für NRW" an den Start gegangen ist und Ende 2013 die Region Köln/Bonn/Aachen von der Flash übernommen hat.
Chefredakteure der EXIT waren außer Marc Kersten auch Dietrich Dettmann, Lars Lienen und Markus Girg.

## Mitgliedschaften
Seit seiner Gründung bis Ende 2012 war EXIT assoziiertes Mitglied der GayCityCom, dem damaligen Verbund der schwulen Metropolenmagazine in Deutschland. Ende Juni 2007 wurde diese Kooperation aufgelöst. An ihre Stelle trat im Juli 2007 ein neuer Verbund schwuler Stadtmagazine mit dem Namen Publigayte dem auch die Magazine gab (Frankfurt und Rhein-Main/Neckar), hinnerk (Hamburg), Leo (München), rik (Köln) und Siegessäule (Berlin) angehörten.